# 自然紀念物

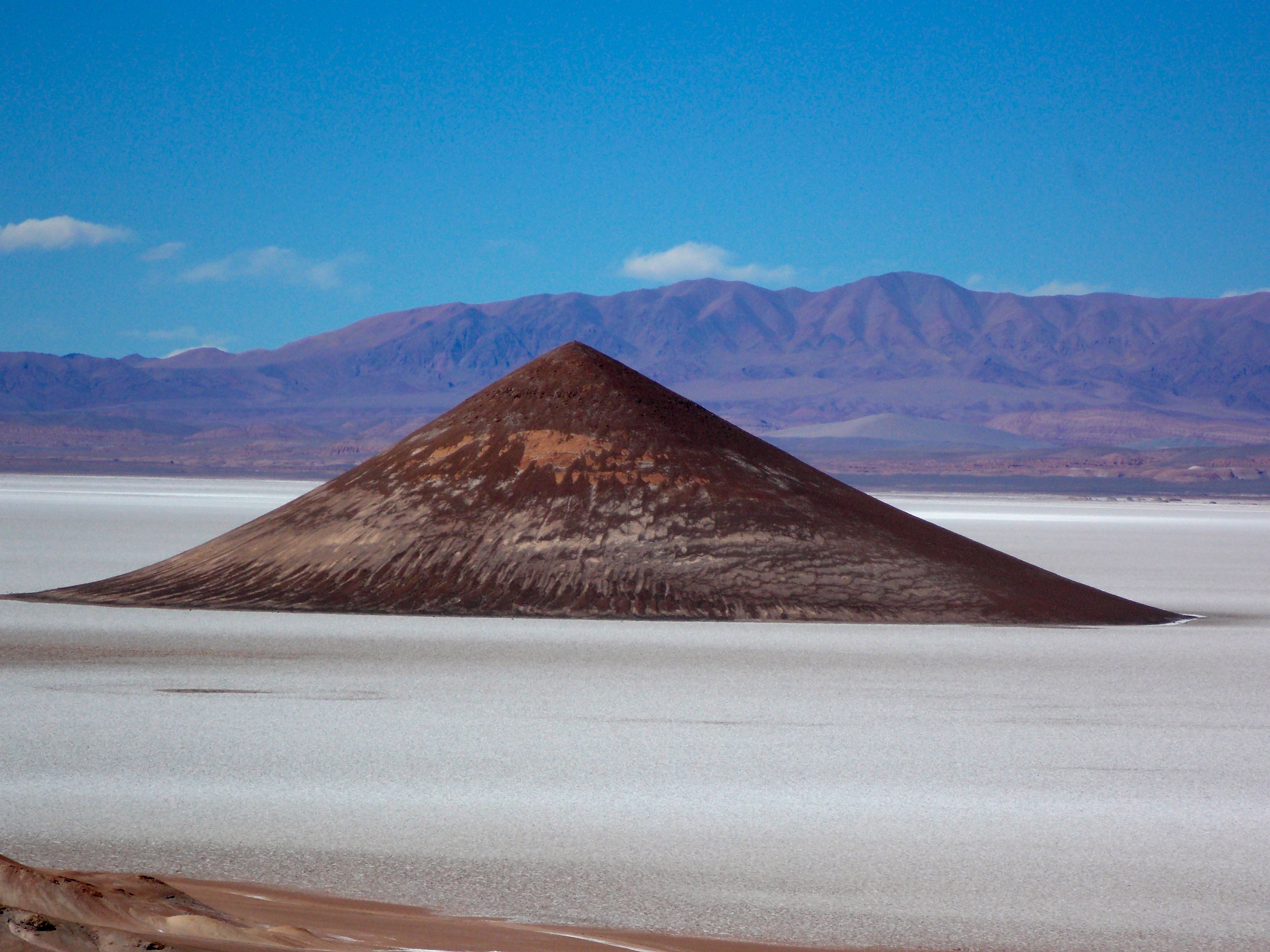
天然紀念物

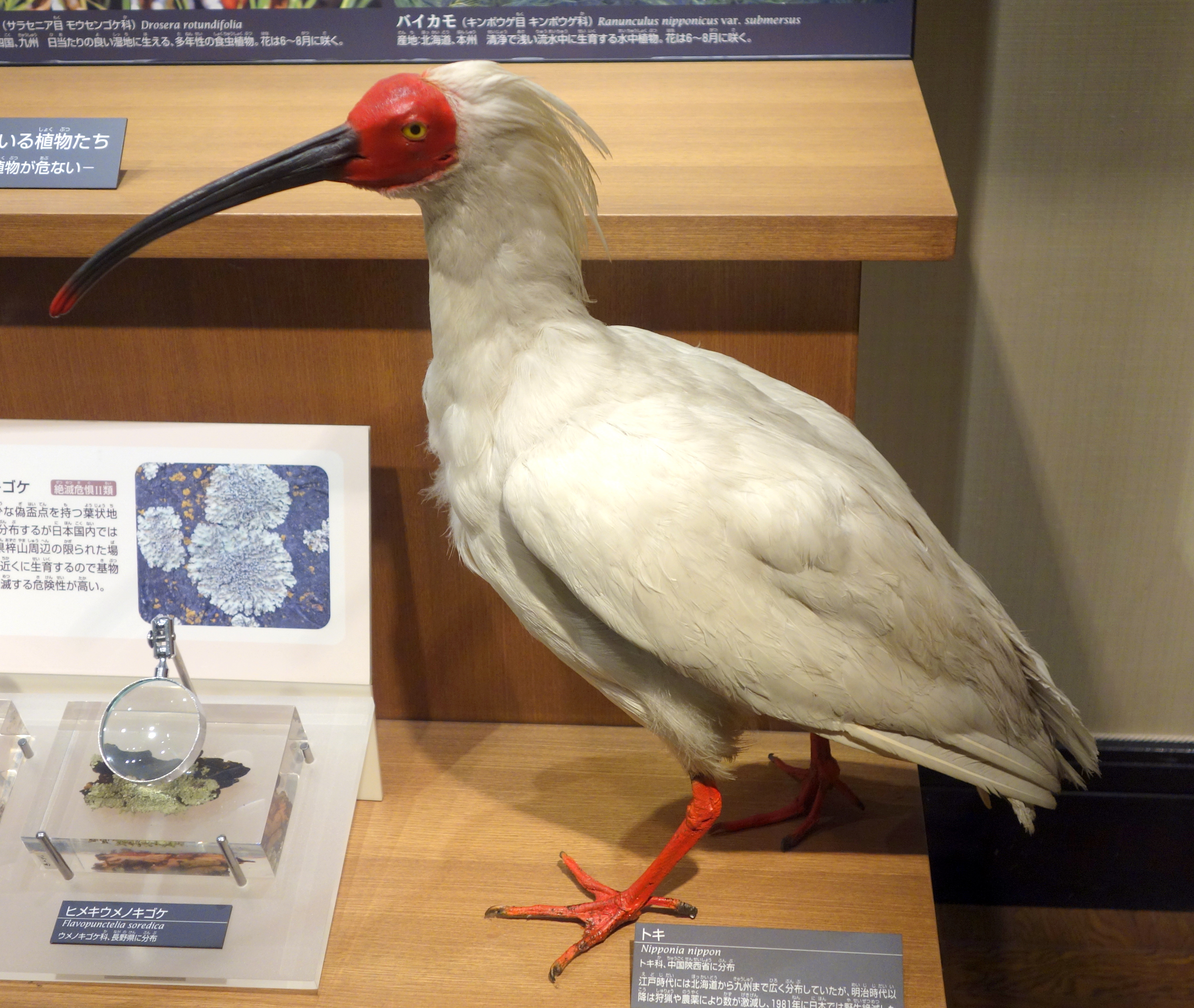
朱鹮為韓國和日本的天然紀念物

自然紀念物（英語：Natural monument、德語：、日语：／ tennen kinenbutsu）是指本身擁有突出獨特的價值，又因其固有之稀少而具備代表性的自然特質或文化意義的地理事物，包括動物植物、地形地貌、遺址遺跡等等。该概念最先由德国博物学家于1800年提出，后于1915年开始由日本开始在汉字文化圈中传播。

## 內容
歐洲環境署（EEA）給出的天然紀念物選擇條件有
- 該事物需具備一個或多個含有突出意義的特點。自然特征包括有壯觀的瀑布、洞穴、火山口、化石、沙丘以及海洋等特點，加上獨特的代表性動植物。文化特征包括有窯洞、崖頂要塞、考古遺址以及土著民族的遺跡，等等。
- 該事物所處地域需足夠闊大，以便能保護其完整特點和直屬環境。

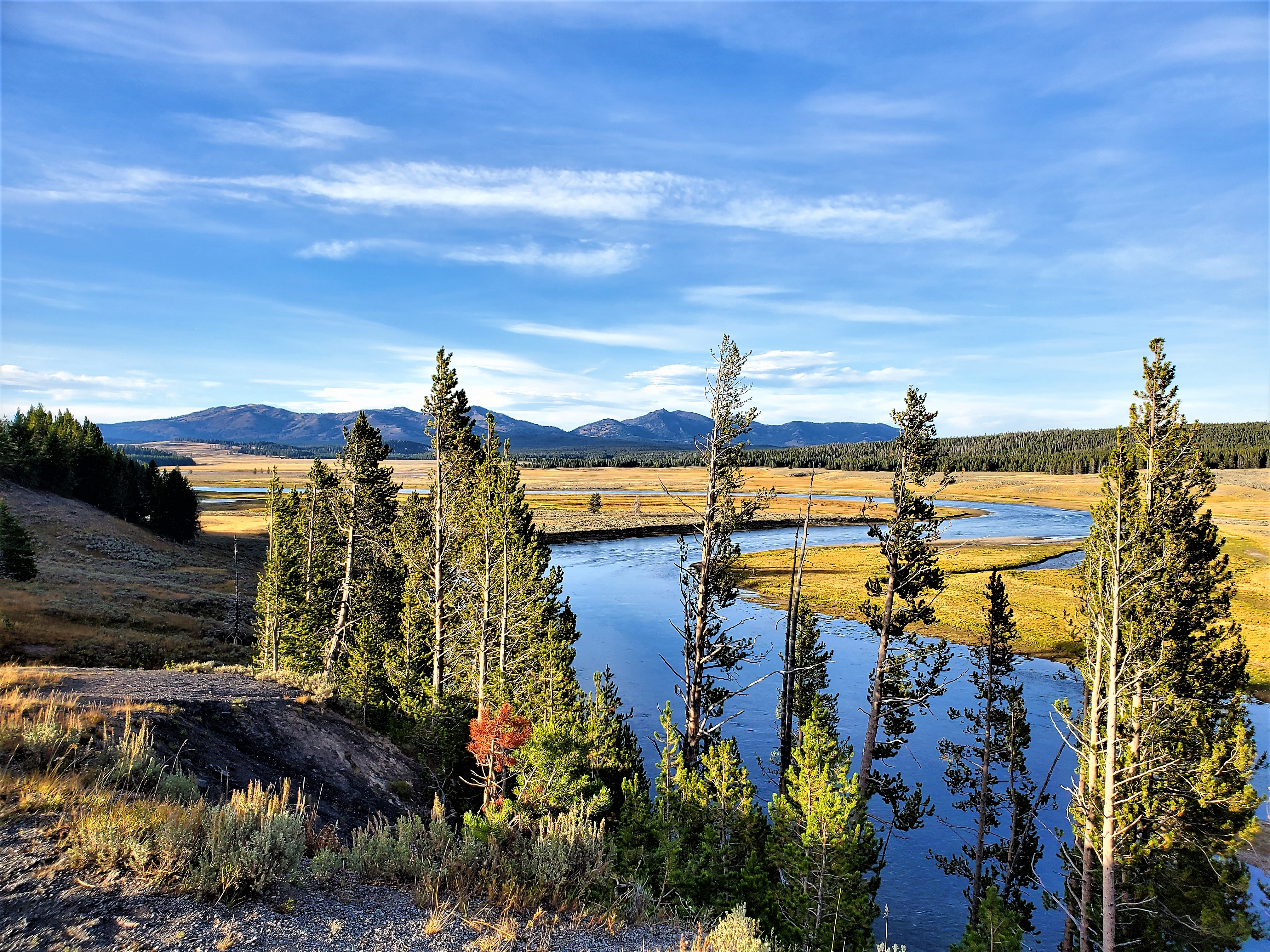
黃石國家公園為美國的天然紀念物